# Witunia
Witunia (niem. Wittun) – wieś w Polsce położona w województwie kujawsko-pomorskim, w powiecie sępoleńskim, w gminie Więcbork.
W latach 1975–1998 miejscowość administracyjnie należała do województwa bydgoskiego.
Wieś położona jest po zachodniej stronie Więcborka, od którego oddziela ją linia kolejowa z Nakła nad Notecią do Chojnic.
Witunia po raz pierwszy wzmiankowana była w źródłach w 1444 roku. Była własnością rodziny szlacheckiej Potulickich z Więcborka. We wsi zachowało się budownictwo z końca XIX wieku i początku XX wieku, a także park z początku wieku XX.
W Wituni znajdował się więcborski cmentarz żydowski.